# Francesca Ferguson
Francesca Ferguson (* 1967) ist eine britische Journalistin und Kuratorin, die in Berlin lebt und arbeitet.

## Leben
Aufgewachsen ist Ferguson in verschiedenen Ländern, da ihre Eltern im diplomatischen Dienst tätig waren. Sie lebte in Kenia, Rumänien, Jamaika, Irland und Portugal. Sie studierte das Fach Geschichte in Oxford. Nach dem Fall der Berliner Mauer 1989 zog sie nach Berlin und arbeitet dort zunächst als Journalistin fürs Fernsehen. Seit Mitte der 1990er Jahre arbeitet sie als Kuratorin im Themenbereich Architektur und Stadtentwicklung.

## Arbeit als Kuratorin

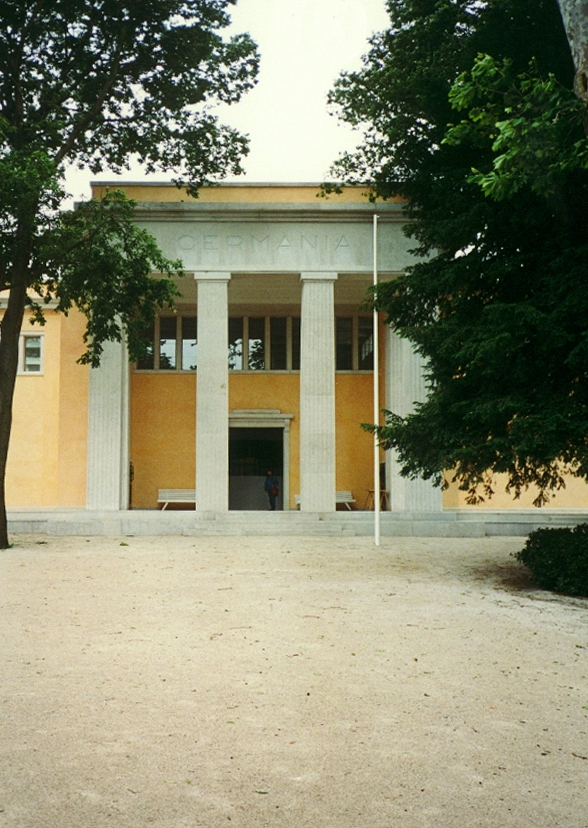
Deutscher Biennale-Pavillon in Venedig

1999 rief Ferguson die Ausstellungs- und Veranstaltungsreihe Urban Drift ins Leben. Diese existierte bis 2003. Ein thematisches Anliegen von Ferguson sind alternative und informelle Planungs- und Stadtentwicklungsprozesse. Sie hat sich zur Aufgabe gemacht, mit Ausstellungen und Veranstaltungen auf jene Architektur aufmerksam zu machen, die auf kleinen Eingriffen und individuellen Initiativen beruht. Dieses Thema machte sie zum Konzept für den deutschen Beitrag zur Architekturbiennale in Venedig 2004, wo sie für die Ausstellung im deutschen Pavillon verantwortlich war.
2006 folge sie auf Ulrike Jehle-Schulte Strathaus als Leiterin des Schweizerischen Architekturmuseums (S AM) in Basel. Diese Stelle hatte sie bis 2009. Danach knüpfte Ferguson an ihre Tätigkeit für Urban Drift wieder an und rief eine neue Ausstellungs- und Veranstaltungsreihe ins Leben, das Make-City-Festival. Dieses Festival fand mehrfach statt, bis 2018. Von 2018 bis 2019 war Ferguson dann künstlerische Leiterin des Theaters Karlshorst. Seitdem ist Francesca Ferguson in verschiedenen Rollen im Bereich Architektur und Stadtentwicklung aktiv, unter anderem als Leiterin der Agentur Make_Shift. Im Auftrag des Berliner Senats organisiert Make_Shift seit 2020 das Modellverfahren Mäusebunker, welches um den Erhalt des problematischen Gebäudes der Forschungseinrichtung für experimentelle Medizin der Charité bemüht ist.

## Veröffentlichungen
Als Herausgeberin
- Make city. a compendium of urban alternatives – Stadt anders machen. Berlin: Jovis 2019, ISBN 9783868595673
- Make_shift city. renegotiating the urban commons – die Neuverhandlung des Urbanen. Berlin: Jovis 2014, ISBN 9783868592238
- Instant urbanism – auf den Spuren der Situationisten in zeitgenössischer Architektur und Urbanismus. Basel: Merian 2007, ISBN 9783856163471
- Talking cities. the micropolitics of urban space – die Mikropolitik des urbanen Raums. Basel: Birkhauser 2006, ISBN 9783764377274
- Deutschlandscape. epicentres at the periphery – German Pavilion = Deutschlandschaft. Ostfildern-Ruit: Hatje Cantz 2004, ISBN 3775714820